# Ramón Lentini
Ramón Alberto Lentini (Posadas, Provincia de Misiones, Argentina; 21 de octubre de 1988) es un futbolista argentino. Juega de delantero y su equipo actual es Argentino (MM) del Federal A de Argentina.

## Trayectoria

### Inferiores y Estudiantes de La Plata
Hizo las divisiones inferiores en Estudiantes de La Plata donde tuvo una actuación destacada marcando 95 goles en 140 partidos. Debutó como profesional en 2008 jugando para Estudiantes de La Plata en un partido ante Colón de Santa Fe. En 2009, marcó un gol para su equipo en la primera fase de la Copa Libertadores 2009 ante Sporting Cristal que al final terminó siendo importante pues le permitió al equipo "pincharrata" clasificar a la zona de grupos del torneo continental y continuar el camino hasta la consagración en la final ante Cruzeiro.

### Aldosivi, Chacarita Juniors y Unión Española
Tras su paso por Aldosivi, en 2012 llegó a Chacarita, donde arrancó jugando pocos partidos y sin marcar goles por lo que pasó a ser suplente. Pero el DT Salvador Pasini comenzó a ponerlo en la Copa Argentina donde metió varios goles por lo que pasó a ser titular en los partidos de campeonato ya del año 2013 y siguió metiendo goles hasta ser uno de los goleadores del "funebrero" y arma clave en el ataque. Luego de esta temporada tuvo oportunidades de jugar en la B Nacional pero decidió quedarse en Chacarita para ser titular indiscutido y en esta nueva temporada arranca de genial manera metiendo 2 goles a Comunicaciones y 2 al clásico rival Atlanta. Sin embargo, después de este gran arranque de campeonato en el cual convirtió 7 goles en 10 partidos, una revisión médica indicó que sufría de problemas de corazón. Esto lo tuvo alejado de las canchas durante 53 días, en los cuales se notó su ausencia en el equipo. Sin embargo, volvió mejor que nunca convirtiendo 5 goles en 4 partidos (4 goles en 3 partidos del campeonato, y 1 gol en un partido de la Copa Argentina) para terminar de una manera increíble el año 2013. A fin de 2013, Ramón Lentini comenzó a ser socio activo de Chacarita. Durante los primeros seis meses del año 2014, el delantero jugó en el club de San Martín en la tercera división del fútbol argentino convirtiendo muchos goles. Así, se transformó en el máximo artillero de este elenco y el máximo goleador de la categoría.[cita requerida]
No continuó en Chacarita, ya que recibió numerosas ofertas del exterior. Frente a tantas idas y vueltas, cuando parecía que jugaría en Figueirense de Brasil, decidió fichar por la Unión Española, uno de los conjuntos más grandes de la liga chilena. Sin embargo, en su primer semestre no convirtió goles en 7 partidos disputados, por lo que decidió renovar contrato con el club y ser cedido a otro club.

### Nueva Chicago, San Martín de Tucumán y Olimpo
Cuando parecía que estaba todo dado para que firme con su anterior club Chacarita que había ascendido a la segunda división de Argentina, fue cedido a préstamo a Nueva Chicago de la Primera División de Argentina. Debutó el 16 de febrero en la derrota 3 a 1 frente a Belgrano de Córdoba por la primera fecha marcando un gol de penal. En la fecha 2, volvió a marcar un gol, esta vez frente a Unión de Santa Fe. Por los 32vos de Final de la Copa Argentina, el 26 de marzo, le convirtió un gol a Defensores de Villa Ramallo aunque previamente había errado un penal. Disputó un total de 14 partidos convirtiendo 3 goles en toda la temporada. Su equipo descendió a la Primera B Nacional, y finalizado su contrato, decidió emigrar para adquirir más continuidad.[cita requerida]
En enero de 2016, firmó contrato con el San Martín de Tucumán del Torneo Federal A. El 26 de junio de 2016 logra que el Santo de la ciudadela retorne a la B Nacional después de 5 años, siendo el goleador del equipo y segundo en la tabla de goleadores. En agosto del 2017, el club tucumano informa mediante un tuit que el jugador no seguiría en sus filas ya que no pudieron arreglar la parte económica y le agradecían sus servicios prestados hacia el club.[cita requerida]
El 7 de agosto de 2017, se confirma su llegada al Club Olimpo, institución que le compra la totalidad de sus derechos federativos y el 90% de sus derechos económicos y le hace un contrato hasta junio del 2020. De esta manera vuelve a disputar la Primera División de Argentina, tras su paso por San Martín de Tucumán en el Torneo Federal A y la Primera B Nacional.[cita requerida]

### San Luis de Quillota
El 2019 hace su arribo a San Luis de Quillota, equipo de la Primera B del fútbol chileno.[cita requerida]

## Estadísticas
| Estudiantes de La Plata Argentina                                                         |               |               |     |     |   |   |   |    |     |      |      |
| 1.ª                                                                                       | 2008-09       | 6             | 1   | —   | — | 2 | 1 | 8  | 2   | 0,25 |      |
| Total club                                                                                | Total club    | 6             | 1   | 0   | 0 | 2 | 1 | 8  | 2   | 0,25 |      |
| Quilmes Argentina                                                                         |               |               |     |     |   |   |   |    |     |      |      |
| 2.ª                                                                                       | 2009-10       | 17            | 6   | —   | — | — | — | 17 | 6   | 0,35 |      |
| Total club                                                                                | Total club    | 17            | 6   | 0   | 0 | 0 | 0 | 17 | 6   | 0,35 |      |
| Instituto Argentina                                                                       |               |               |     |     |   |   |   |    |     |      |      |
| 2.ª                                                                                       | 2010-11       | 15            | 1   | —   | — | — | — | 15 | 1   | 0,07 |      |
| Total club                                                                                | Total club    | 15            | 1   | 0   | 0 | 0 | 0 | 15 | 1   | 0,07 |      |
| Aldosivi Argentina                                                                        |               |               |     |     |   |   |   |    |     |      |      |
| 2.ª                                                                                       | 2011-12       | 12            | 1   | 1   | 0 | — | — | 13 | 1   | 0,08 |      |
| Total club                                                                                | Total club    | 12            | 1   | 1   | 0 | 0 | 0 | 13 | 1   | 0,08 |      |
| Chacarita Juniors Argentina                                                               |               |               |     |     |   |   |   |    |     |      |      |
| 2.ª                                                                                       | 2012-13       | 28            | 10  | 1   | 1 | — | — | 29 | 11  | 0,38 |      |
| 2.ª                                                                                       | 2013-14       | 29            | 18  | 3   | 3 | — | — | 32 | 21  | 0,66 |      |
| 2.ª                                                                                       | 2018-19       | 11            | 3   | —   | — | — | — | 11 | 3   | 0,27 |      |
| Total club                                                                                | Total club    | 68            | 31  | 4   | 4 | 0 | 0 | 72 | 35  | 0,49 |      |
| Unión Española · Chile                                                                    |               |               |     |     |   |   |   |    |     |      |      |
| 1.ª                                                                                       | 2014-A        | 6             | 0   | 1   | 0 | — | — | 7  | 0   | 0,00 |      |
| Total club                                                                                | Total club    | 6             | 0   | 1   | 0 | 0 | 0 | 7  | 0   | 0,00 |      |
| Nueva Chicago Argentina                                                                   |               |               |     |     |   |   |   |    |     |      |      |
| 1.ª                                                                                       | 2015          | 15            | 2   | 1   | 1 | — | — | 16 | 3   | 0,19 |      |
| Total club                                                                                | Total club    | 15            | 2   | 1   | 1 | 0 | 0 | 16 | 3   | 0,19 |      |
| San Martín (T) Argentina                                                                  |               |               |     |     |   |   |   |    |     |      |      |
| 3.ª                                                                                       | 2016          | 20            | 11  | —   | — | — | — | 20 | 11  | 0,55 |      |
| 2.ª                                                                                       | 2016-17       | 37            | 18  | —   | — | — | — | 37 | 18  | 0,49 |      |
| Total club                                                                                | Total club    | 57            | 29  | 0   | 0 | 0 | 0 | 57 | 29  | 0,51 |      |
| Olimpo Argentina                                                                          |               |               |     |     |   |   |   |    |     |      |      |
| 1.ª                                                                                       | 2017-18       | 7             | 0   | 1   | 0 | — | — | 8  | 0   | 0,00 |      |
| Total club                                                                                | Total club    | 7             | 0   | 1   | 0 | 0 | 0 | 8  | 0   | 0,00 |      |
| San Luis de Quillota · Chile                                                              |               |               |     |     |   |   |   |    |     |      |      |
| 2.ª                                                                                       | 2019          | 15            | 5   | 1   | 0 | — | — | 16 | 5   | 0,31 |      |
| Total club                                                                                | Total club    | 15            | 5   | 1   | 0 | 0 | 0 | 16 | 5   | 0,31 |      |
| Gimnasia (M) Argentina                                                                    |               |               |     |     |   |   |   |    |     |      |      |
| 2.ª                                                                                       | 2019-20       | 5             | 3   | —   | — | — | — | 5  | 3   | 0,60 |      |
| 2.ª                                                                                       | 2020          | 8             | 3   | —   | — | — | — | 8  | 3   | 0,38 |      |
| 2.ª                                                                                       | 2021          | 12            | 4   | —   | — | — | — | 12 | 4   | 0,33 |      |
| Total club                                                                                | Total club    | 25            | 10  | 0   | 0 | 0 | 0 | 25 | 10  | 0,40 |      |
| Total carrera                                                                             | Total carrera | Total carrera | 243 | 186 | 9 | 5 | 2 | 1  | 254 | 92   | 0,36 |
| (1) Incluye datos de Copa Argentina y Copa Chile. (2) Incluye datos de Copa Libertadores. |               |               |     |     |   |   |   |    |     |      |      |

## Palmarés

### Campeonatos nacionales
| Título           | Club           | País      | Año  |
| ---------------- | -------------- | --------- | ---- |
| Torneo Federal A | San Martín (T) | Argentina | 2016 |

### Campeonatos internacionales
| Título            | Club                    | País      | Año  |
| ----------------- | ----------------------- | --------- | ---- |
| Copa Libertadores | Estudiantes de La Plata | Argentina | 2009 |